# Чобанка (Болгария)
Чобанка (болг. Чобанка) — село в Болгарии. Находится в Кырджалийской области, входит в общину Момчилград. Население составляет 274 человека.

## Политическая ситуация
В местном кметстве Равен, в состав которого входит Чобанка, должность кмета (старосты) исполняет Ата Тахир Ахмед (Движение за права и свободы (ДПС)) по результатам выборов правления кметства.
Кмет (мэр) общины Момчилград — Ердинч Исмаил Хайрула (Движение за права и свободы (ДПС)) по результатам выборов в правление общины.